# Star Trek: Vzpoura
Star Trek: Vzpoura (v anglickém originále Star Trek: Insurrection) je americký sci-fi film studia Paramount Pictures a režiséra Jonathana Frakese. Jedná se o devátý celovečerní snímek na motivy světa Star Treku. Jeho premiéra proběhla v roce 1998, celkové tržby dosáhly 113 milionů dolarů. Příběh pojednává o obyvatelích planety Ba'ku v záhadné oblasti Vřesoviště, které tajně sleduje Spojená federace planet společně s rasou Son'a. Posádka hvězdné lodi USS Enterprise-E pod velením kapitána Jean-Luca Picarda zjistí, že mají v plánu tajně přesunout všechen lid z Ba'ku, neboť se chtějí zmocnit jejich planety, která má zvláštní léčivé účinky. Son'a o ni mají velký zájem a svého cíle jsou ochotni dosáhnout i násilím proti Federaci. Po vyřešení problému s androidem Datem, členem posádky Enterprise, který tyto plány odhalí, za což je následně Son'a poškozen, se část posádky s kapitánem Picardem přemístí na povrch planety a snaží se Ba'ku ukrýt v jeskyních, zatímco se komandér Riker pokouší s Enterprise uniknout z Vřesoviště, aby mohl zveřejnit, co se v tomto zapadlém koutu Galaxie děje.

## Příběh
Děj filmu se odehrává v roce 2375. Během tajného pozorování mírumilovné rasy Ba'ku na jejich planetě v oblasti zvané Vřesoviště se android Dat porouchá a odhalí základnu Federace a rasy Son'a, o níž původní obyvatelé neví. Na hvězdné lodi USS Enterprise-E se mezitím koná slavnostní hostina na počest rasy Evora, která se právě připojila k Federaci jako protektorát. K posádce se přidává i nadporučík Worf, který byl nedaleko na misi ze stanice Deep Space Nine a chtěl pozdravit své staré přátele. Admirál Matthew Dougherty, který operaci na Ba'ku velí, požádá Enterprise o pomoc se zneškodněním nebo zničením Data, jinak také druhého důstojníka Enterprise. Kapitán Jean-Luc Picard se tedy se svou lodí vydává do Vřesoviště, kde Data pomůže zastavit. Kvůli Doughertymu podezřelému naléhání, že pomoc Enterprise již není potřeba, se Picardovi důstojníci začnou zajímat, proč se Dat porouchal. Při výpravě na povrch planety zjistí, že Ba'ku jsou technologicky vyspělí, ale rozhodli se žít v souladu s přírodou. Díky unikátní metafázové radiaci, kterou vyzařují prstence planety, jsou v podstatě nesmrtelní. I samotný výsadkový tým začne pociťovat omlazující a uzdravující účinky; Geordi La Forge zjistí, že se mu zregenerovaly oči a že již nepotřebuje implantáty, William Riker a Deanna Troi oživí svůj dlouho trvající vztah a kapitán Picard zažije romantické chvíle s Anij, jednou z žen Ba'ku.
Picard se svým týmem na planetě objeví skrytou federační loď s gigantickým simulátorem, který obsahuje simulaci celé vesnice Ba'ku. Ukáže se, že tuto loď před ním nalezl Dat, a právě to zapříčinilo jeho poruchu – následně na něj totiž zaútočili vojáci Son'a, aby tuto skutečnost nevyzradil. Poté, co admirála Doughertyho seznámí se svým objevem, se Picard dozví o společném plánu Federace a Son'a přesídlit veškerý lid Ba'ku na hololoď. Důvodem je chystaný „sběr“ radiace z prstenců pro výzkumy Federace, po jehož provedení by se planeta stala neobyvatelnou. Dougherty poté Enterprise pošle pryč a nařídí, aby byly veškeré záznamy utajeny. Picard ale pověří Rikera, aby širokou veřejnost za každou cenu seznámil s tím, co se tu děje. Kapitán se s některými dalšími důstojníky přesune na planetu, aby Ba'ku ochránil a zabránil chystanému plánu.
Son'a na planetu vyšlou robotické sondy, které mají za úkol Ba'ku označkovat, a poté je transportovat na jejich loď. Jejich velitel, Ru'afo, mezitím přesvědčí Doughertyho, aby povolil útok dvou lodí Son'a na Enterprise. Riker ale v bitvě jednu z nich zničí a druhou poškodí, díky čemuž může Enterprise vyletět z prostoru Vřesoviště, odkud se kvůli různým anomáliím nedají vysílat zprávy. Jakmile je plán Federace a Son'a prozrazen, trvá Ru'afo na tom, že se se sběrem radiace musí začít okamžitě, než Picard stačí zjistit, že Ba'ku a Son'a jsou ve skutečnosti jedna rasa. Son'a jsou totiž frakce Ba'ku, která se před 100 lety pokusila neúspěšně kolonii převzít, a po porážce byla planetu donucena opustit. Son'a pomalu umírají, ačkoliv se neustále neúspěšně snaží zachránit si své životy různými formami omlazování. S tím souvisí jejich vzhled a také bezohledný sběr radiace, kterou chtěli Son'a využít, aby přežili. Admirál Dougherty odmítne v Ru'afově plánu okamžitého sběru pokračovat, ten jej proto zabije.
Picard, Anij a řada Ba'ku je při útěku označkována a transportována na palubu lodi Son'a. Picard přesvědčí Ru'afova zástupce Gallatina, aby mu pomohl zabránit sběru radiace. Společnými silami tajně transportují Ru'afa a jeho důstojníky na palubu hololodi, kde vytvořili simulaci můstku lodi Son'a. Ru'afo ovšem odhalí, co se stalo, transportuje se na kolektor a sběr radiace zahájí ručně. Picard jej následuje; nakonec se mu podaří spustit autodestrukční sekvenci, která kolektor zcela zničí a Ru'afa zabije. Kapitán je zachráněn navrátivší se Enterprise. Zbývající Son'a jsou pak přijati zpět mezi Ba'ku, kteří jim vše odpustí; Picard přitom zaranžuje setkání Gallatina a jeho matky. Posádka si poté chvíli užívá omlazující účinky na povrchu, brzy však musí odletět a vrátit se ke svým misím.

## Obsazení
| Patrick Stewart   | kapitán Jean-Luc Picard, velící důstojník                             |
| Jonathan Frakes   | komandér William Riker, první důstojník                               |
| Brent Spiner      | nadporučík Dat, operační důstojník                                    |
| LeVar Burton      | nadporučík Geordi La Forge, šéfinženýr                                |
| Michael Dorn      | nadporučík Worf, důstojník pro strategické operace na Deep Space Nine |
| Gates McFaddenová | komandér Beverly Crusherová, šéflékařka                               |
| Marina Sirtisová  | komandér Deanna Troi, poradkyně                                       |
| F. Murray Abraham | ahdar Ru'afo, velící důstojník Son'a                                  |
| Donna Murphyová   | Anij, žena z Ba'ku                                                    |
| Anthony Zerbe     | admirál Matthew Dougherty, velící důstojník Federace na Ba'ku         |

V cameo roli jednoho z válečníků Son'a se objevil Tom Morello, známý jako kytarista skupin Rage Against the Machine a Audioslave. Ve filmu hráli i dva herci spojení se seriálem Star Trek: Stanice Deep Space Nine, jejich scény ale byly vystřiženy - Max Grodénchik (ve Stanici Deep Space Nine jako Quarkův bratr Rom) se zde měl mihnout jako trillský praporčík na Enterprise, Armin Shimerman jako Quark měl být na Ba'ku zrovna na dovolené.

## Produkce
V únoru 1997 oslovil producent Rick Berman scenáristu Michaela Pillera, aby společně vytvořili příběh pro chystaný devátý celovečerní film z prostředí Star Treku. (Autoři předchozích dvou startrekovských filmů Ronald D. Moore a Brannon Braga byli zaměstnáni seriálem Star Trek: Stanice Deep Space Nine a filmem Mission: Impossible II.) Piller chtěl po temném Prvním kontaktu vytvořit odlehčenější snímek, který by svým vyzněním víc připomínal původní vizi Gena Roddenberryho. Výsledkem byl první návrh scénáře s názvem Star Trek: Stardust, ve kterém měl kapitán Picard potkat svého spolužáka z Akademie Hvězdné flotily, který v dalekém koutě Galaxie útočí na romulanské lodě. Poté, co by jej zajal, by posádka celé lodi měla začít mládnout díky fontáně mládí z oblasti zvané Vřesoviště. Koncept fontány mládí ale studio shledalo příliš fantastickým, Piller s Bermanem proto příběh změnili. Druhý návrh pojednával o honbě na androida Data, který měl být dokonce zabit. Picard by jej ale nakonec reaktivoval, aby zabránil alianci Federace s Romulany. To však bylo zamítnuto jako příliš politické. Patricku Stewartovi se ale líbila představa fontány mládí, byl také spokojený s akčními scénami Picarda v předchozím filmu. Třetí návrh scénáře již obsahoval některé prvky, které se dochovaly i ve finální verzi. Konflikt s Datem měl tvořit začátek snímku, nová příběhová linie měla představit zápornou rasu Son'i, jejímiž oběťmi měla být rasa dětí Ba'ku. Mělo se zde také objevit uzdravení očí Geordiho La Forge, obnovení romantického vztahu mezi Rikerem a Troi či Worfova puberta. Picard se měl v příběhu obrátit proti jiným důstojníkům Hvězdné flotily, kteří se spikli se Son'i, aby Ba'ku ukradli jejich planetu. Čtvrtý, finální návrh scénáře ovlivnil Ira Steven Behr, producent seriálu Stanice Deep Space Nine. Z Ba'ku se stali dospělí lidé, vznikla postava Anij, která má zájem o Picarda, protivníci byli přejmenováni na Son'a a vylíčeni hrůzněji. Pro název filmu zvažovalo studio podtituly Prime Directive či Nemesis, nakonec bylo schváleno jméno Star Trek: Insurrection. Rozpočet byl stanoven na 58 milionů dolarů.
Vedoucím výpravy byl Herman Zimmerman, dlouholetý designér Star Treku. Pro vyjádření spirituality Ba'ku a jejich splynutí s přírodou se nechal inspirovat v Thajsku, Japonsku, Číně a Polynésii, a vytvořil tak organickou architekturu jejich vesnice. Naopak Son'a ztvárnil jako rasu dychtící po třpytu a po zachování mládí, např. můstek jejich lodě navrhl se stříbrnými i plyšovými předměty. Zařízení, kde se odehrál finální souboj mezi Picardem a Ru'afou, bylo pro Zimmermana výzvou, neboť kombinovalo skutečné dekorace s počítačovou grafikou. V celém filmu bylo použito celkem 55 souborů kulis, o 18 více než v Prvním kontaktu. Hvězdné lodě již byly kompletně vytvořeny počítačem; bylo to poprvé, co ve filmu ze světa Star Treku nebyly použity žádné fyzické modely. Pro Son'a navrhl Zimmerman tři druhy vesmírných plavidel – bitevní křižník (včetně Ru'afovy velicí lodě), průzkumnou loď a vědecké plavidlo. Naopak značkovače, které na planetu vyslali Son'a a které posádka Enterprise postupně zlikvidovala, byly vyrobeny i fyzicky. Poměrně unikátní masky Son'a vytvořil Michael Westmore, taktéž stálý člen produkce Star Treku. O kostýmy se postarala Sanja Milkovic Haysová, která pro Ba'ku vytvořila pestrobarevné oblečení, aby zdůraznila, že je jejich kultura odvozená od přírody. V kontrastu s tím obdrželi Son'a kostýmy vojenského vzhledu s kovovými prvky, které měly podtrhnout jejich materialistické založení. Protože Industrial Light & Magic, obvyklý dodavatel efektů pro filmy Star Treku, byla plně zaměstnána snímkem Star Wars: Epizoda I – Skrytá hrozba, byly počítačové efekty svěřeny společnostem Blue Sky Studios a Santa Barbara Studios.
Natáčení pod dohledem režiséra Jonathana Frakese (režíroval i První kontakt) začalo 31. března 1998 ve studiích v Los Angeles. Přibližně polovina filmu byla natáčena v exteriérech (víc než v kterémkoliv jiném snímku ze světa Star Treku). Poblíž osady Lake Sherwood v Kalifornii byla podle Zimmermanova návrhu postavena celá vesnice Ba'ku s domy, obchody, komunitním centrem a mostem přes řeku. Útěk Ba'ku do hor byl natáčen v pohoří Sierra Nevada nad jezerem Lake Sabrina. Některé záběry dokonce vznikaly v nadmořské výšce 3000 metrů v místě, které bylo dostupné pouze vrtulníkem, který tak musel na „plac“ převézt kompletní štáb i herce. Poslední natáčecí den byl 2. červenec 1998.
Hudbu pro Vzpouru složil Jerry Goldsmith, pro něhož to byl již čtvrtý startrekovský film. Využil jak úvodní Courageovy fanfáry ze 60. let, tak i své vlastní motivy (např. klingonský ze snímku Star Trek: Film), které upravil, rozvinul a doplnil novou hudbou. Pro Ba'ku například napsal pastorální téma s opakujícími se harfami, smyčcovou sekcí a sólem pro dechové nástroje.

## Vydání a ohlasy
Film Star Trek: Vzpoura byl do kin uveden 11. prosince 1998. Během úvodního víkendu dosáhly tržby ve Spojených státech 22 milionů dolarů. V USA film utržil celkem 70 milionů dolarů, celosvětově snímek vydělal 113 milionů dolarů. Stejně jako v případě předchozích startrekovských filmů byla vydána novelizace, kterou napsala J. M. Dillard.
Ohlasy kritiků byly smíšené, shodovali se však v názoru, že se jednalo jen o trochu větší „oslavnou epizodu z televizního seriálu“.
Na DVD film poprvé vyšel v květnu 1999, tato jednodisková verze obsahovala také teaser a trailer, speciální dvojdisková sběratelská edice doplněná řadou bonusů vyšla v červnu 2005. Blu-ray verze s bonusy byla vydána v roce 2009.
V Česku byl film do kin uveden 1. dubna 1999, v televizi se poprvé objevil 3. listopadu 2004 na TV Nova.